# Championnats du monde de gymnastique acrobatique 2000
Navigation
Édition précédente Édition suivante
Les championnats du monde de gymnastique acrobatique 2000, dix-septième édition des championnats du monde de gymnastique acrobatique, ont eu lieu du 2 au 5 novembre 2000 à Wrocław, en Pologne.